# Premiul Oscar onorific
Premiul Onorific Oscar este unul dintre premiile Oscar acordate de Academia de Film și Științe. A fost acordat prima dată în 1948. Din 2009 acest premiu este înmânat în cadrul galei Governors Awards care precede gala Oscarurilor.

## Câștigători
Date preluate de pe site-ul oficial al Premiilor Oscar.
| An   | Câștigător                                                                  |
| 1929 | Warner Brothers                                                             |
| 1929 | Charles Chaplin                                                             |
| 1932 | Walt Disney                                                                 |
| 1935 | Shirley Temple                                                              |
| 1936 | David Wark Griffith                                                         |
| 1937 | The March of Time                                                           |
| 1937 | W. Howard Greene și Harold Rosson                                           |
| 1938 | Mack Sennett                                                                |
| 1938 | Edgar Bergen                                                                |
| 1938 | The Museum of Modern Art Film Library                                       |
| 1938 | W. Howard Greene                                                            |
| 1939 | Deanna Durbin și Mickey Rooney                                              |
| 1939 | Harry M. Warner                                                             |
| 1939 | Walt Disney                                                                 |
| 1939 | Oliver Marsh și Allen Davey                                                 |
| 1939 | Spawn of the North                                                          |
| 1939 | J. Arthur Ball                                                              |
| 1940 | Douglas Fairbanks Sr.                                                       |
| 1940 | The Motion Picture Relief Fund                                              |
| 1940 | Judy Garland                                                                |
| 1940 | William Cameron Menzies                                                     |
| 1940 | Technicolor Company                                                         |
| 1941 | Bob Hope                                                                    |
| 1941 | Nathan Levinson                                                             |
| 1942 | Rey Scott                                                                   |
| 1942 | Erresuma Batuko Informazio Ministerioa                                      |
| 1942 | Leopold Stokowski                                                           |
| 1942 | Walt Disney, William Garity, John N. A. Hawkins & RCA Manufacturing Company |
| 1943 | Charles Boyer                                                               |
| 1943 | Noel Coward                                                                 |
| 1943 | Metro-Goldwyn-Mayer                                                         |
| 1944 | George Pal                                                                  |
| 1945 | Margaret O'Brien                                                            |
| 1945 | Bob Hope                                                                    |
| 1946 | Walter Wanger                                                               |
| 1946 | Peggy Ann Garner                                                            |
| 1946 | The House I Live In                                                         |
| 1946 | Republic Studio și Daniel J. Bloomberg                                      |
| 1947 | Laurence Olivier (Henric al V-lea)                                          |
| 1947 | Harold Russell                                                              |
| 1947 | Ernst Lubitsch                                                              |
| 1947 | Claude Jarman Jr.                                                           |
| 1948 | James Baskett                                                               |
| 1948 | Bill and Coo                                                                |
| 1948 | Sciuscià                                                                    |
| 1948 | William N. Selig, Albert E. Smith, Thomas Armat & George K. Spoor           |
| 1949 | Ivan Jandl                                                                  |
| 1949 | Sid Grauman                                                                 |
| 1949 | Adolph Zukor                                                                |
| 1949 | Walter Wanger                                                               |
| 1949 | Jean Hersholt                                                               |
| 1950 | Bobby Driscoll                                                              |
| 1950 | Fred Astaire                                                                |
| 1950 | Cecil B. DeMille                                                            |
| 1950 | Jean Hersholt                                                               |
| 1951 | George Murphy                                                               |
| 1951 | Louis B. Mayer                                                              |
| 1952 | Gene Kelly                                                                  |
| 1953 | George Alfred Mitchell                                                      |
| 1953 | Joseph M. Schenck                                                           |
| 1953 | Merian C. Cooper                                                            |
| 1953 | Harold Lloyd                                                                |
| 1953 | Bob Hope                                                                    |
| 1954 | Pete Smith                                                                  |
| 1954 | 20th Century-Fox Film Corporation                                           |
| 1954 | Joseph I. Breen                                                             |
| 1954 | Bell and Howell Company                                                     |
| 1955 | Bausch & Lomb Optical Company                                               |
| 1955 | Kemp R. Niver                                                               |
| 1955 | Greta Garbo                                                                 |
| 1955 | Danny Kaye                                                                  |
| 1955 | Jon Whiteley                                                                |
| 1955 | Vincent Winter                                                              |
| 1957 | Eddie Cantor                                                                |
| 1958 | Charles Brackett                                                            |
| 1958 | B.B. Kahane                                                                 |
| 1958 | Gilbert M. Anderson                                                         |
| 1958 | The Society of Motion Picture and Television Engineers                      |
| 1959 | Maurice Chevalier                                                           |
| 1960 | Lee de Forest                                                               |
| 1960 | Buster Keaton                                                               |
| 1961 | Gary Cooper                                                                 |
| 1961 | Stan Laurel                                                                 |
| 1961 | Hayley Mills                                                                |
| 1962 | William L. Hendricks                                                        |
| 1962 | Fred L. Metzler                                                             |
| 1962 | Jerome Robbins                                                              |
| 1965 | William Tuttle                                                              |
| 1966 | Bob Hope                                                                    |
| 1967 | Y. Frank Freeman                                                            |
| 1967 | Yakima Canutt                                                               |
| 1968 | Arthur Freed                                                                |
| 1969 | John Chambers                                                               |
| 1969 | Onna White                                                                  |
| 1970 | Cary Grant                                                                  |
| 1971 | Lillian Gish                                                                |
| 1971 | Orson Welles                                                                |
| 1972 | Charles Chaplin                                                             |
| 1973 | Charles S. Boren                                                            |
| 1973 | Edward G. Robinson                                                          |
| 1974 | Henri Langlois                                                              |
| 1974 | Groucho Marx                                                                |
| 1975 | Howard Hawks                                                                |
| 1975 | Jean Renoir                                                                 |
| 1976 | Mary Pickford                                                               |
| 1978 | Margaret Booth                                                              |
| 1979 | Walter Lantz                                                                |
| 1979 | The Museum of Modern Art Department of Film                                 |
| 1979 | Laurence Olivier                                                            |
| 1979 | King Vidor                                                                  |
| 1980 | Alec Guinness                                                               |
| 1980 | Hal Elias                                                                   |
| 1981 | Henry Fonda                                                                 |
| 1982 | Barbara Stanwyck                                                            |
| 1983 | Mickey Rooney                                                               |
| 1984 | Hal Roach                                                                   |
| 1985 | James Stewart                                                               |
| 1985 | National Endowment for the Arts                                             |
| 1986 | Paul Newman                                                                 |
| 1986 | Alex North                                                                  |
| 1987 | Ralph Bellamy                                                               |
| 1989 | National Film Board of Canada                                               |
| 1989 | Eastman Kodak Company                                                       |
| 1990 | Akira Kurosawa                                                              |
| 1991 | Sophia Loren                                                                |
| 1991 | Myrna Loy                                                                   |
| 1992 | Satyajit Ray                                                                |
| 1993 | Federico Fellini                                                            |
| 1994 | Deborah Kerr                                                                |
| 1995 | Michelangelo Antonioni                                                      |
| 1996 | Kirk Douglas                                                                |
| 1996 | Chuck Jones                                                                 |
| 1997 | Michael Kidd                                                                |
| 1998 | Stanley Donen                                                               |
| 1999 | Elia Kazan                                                                  |
| 2000 | Andrzej Wajda                                                               |
| 2001 | Jack Cardiff                                                                |
| 2001 | Ernest Lehman                                                               |
| 2002 | Sidney Poitier                                                              |
| 2002 | Robert Redford                                                              |
| 2003 | Peter O'Toole                                                               |
| 2004 | Blake Edwards                                                               |
| 2005 | Sidney Lumet                                                                |
| 2006 | Robert Altman                                                               |
| 2007 | Ennio Morricone                                                             |
| 2008 | Robert F. Boyle                                                             |
| 2009 | Lauren Bacall, Roger Corman și Gordon Willis                                |
| 2010 | Kevin Brownlow, Jean-Luc Godard și Eli Wallach                              |
| 2011 | James Earl Jones și Dick Smith                                              |
| 2012 | D. A. Pennebaker și George Stevens, Jr.                                     |
| 2013 | Angela Lansbury, Steve Martin și Piero Tosi                                 |
| 2014 | Hayao Miyazaki, Jean-Claude Carrière și Maureen O'Hara                      |
| 2015 | Spike Lee și Gena Rowlands                                                  |
| 2016 | Jackie Chan, Lynn Stalmaster, Anne V. Coates, Frederick Wiseman             |

## Legături externe
- Premiul Onorific Oscar la oscars.org